# Kościół Narodzenia Najświętszej Maryi Panny w Chłopkowie
Kościół Narodzenia Najświętszej Maryi Panny w Chłopkowie – kościół rzymskokatolicki w Chłopkowie, wzniesiony w 1890 jako cerkiew prawosławna.

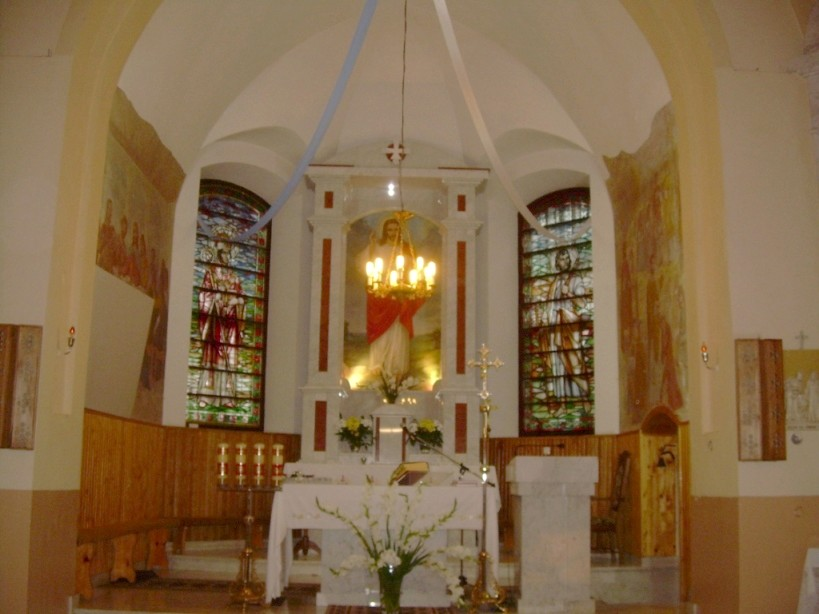
Wnętrze świątyni

Cerkiew w stylu bizantyńsko-rosyjskim została wzniesiona w 1890 na miejscu trzech starszych świątyń unickich (parafia unicka w Chłopkowie przestała istnieć wskutek likwidacji unickiej diecezji chełmskiej). Autorem jej projektu był Wiktor Syczugow. Obiekt poświęcił biskup lubelski Flawian. W rękach parafii prawosławnej pozostawała do 1918, gdy została zrewindykowana na rzecz katolickiej diecezji siedleckiej i rekoncyliowana. Od tego czasu jest kościołem obrządku łacińskiego. W 1966 wnętrze kościoła zostało zniszczone przez pożar, następnie odrestaurowane.